# Primera División (Mexiko) 1999/00
Die Saison 1999/00 der mexikanischen Primera División war die 56. reguläre Meisterschaftsrunde in Mexiko seit Einführung des Profifußballs in der Saison 1943/44 und die vierte Spielzeit, in der zwei Meister ermittelt wurden und das auch in anderen Teilen Lateinamerikas übliche System der Apertura und Clausura eingeführt wurde. Bis zur Saison 2002/03, als die Umbenennung in Apertura (dt. Eröffnung) und Clausura (dt. Schließung) auch in Mexiko offiziell erfolgte, wurden das Hin- und Rückrundenturnier noch als Invierno (Winter) und Verano (Sommer) bezeichnet.
Wie in Mexiko bereits seit längerer Zeit üblich, wurde das Verfahren der Liguillas beibehalten, also der jeweilige Meister im Anschluss an die Punktspielrunde in einem K.O.-Verfahren ermittelt. Obwohl auch im mexikanischen Rundenturnier jeder gegen jeden spielt, war in vielen Spielzeiten die Meisterschaft in vier Gruppen unterteilt. In jener Saison nahmen 18 Mannschaften teil und daher bestanden die Gruppen 1 und 2 aus jeweils fünf, die Gruppen 3 und 4 aus jeweils vier Mannschaften. Weil im Winterturnier (Invierno 1999) der Zweitplatzierte mit der schlechtesten Punktzahl (Monarcas Morelia mit 22) weniger Punkte erzielt hatte als der beste Gruppendritte (CF Pachuca mit 26), gab es das Erfordernis einer vorgeschalteten Reclasificación zur Ermittlung des achten Viertelfinalteilnehmers.
Weil der sportliche Absteiger der vergangenen Saison 1998/99 Puebla FC die Lizenz des Aufsteigers Unión de Curtidores erwarb, gab es hinsichtlich der Teilnehmer keine Veränderung. Am Ende der Saison 1999/00 mussten sich die Toros Neza in die zweite Liga verabschieden und wurden in der darauffolgenden Saison 2000/01 durch den Aufsteiger CD Irapuato ersetzt.

## Kreuztabelle und Gesamtsaisontabelle 1999/00
Die Kreuztabelle stellt die Ergebnisse aller Spiele dieser Saison dar. Der Name der Heimmannschaft ist in der linken Spalte, ein Kürzel der Gastmannschaft in der oberen Zeile aufgelistet. Die Reihenfolge der Vereine bestimmt sich anhand der in dieser Saison erzielten Platzierung in der Gesamtsaisontabelle. Angaben zu den absolvierten Spielen (Sp.), Siegen (S), Unentschieden (U), Niederlagen (N) sowie des Torverhältnisses (Tore) und der erzielten Punkte befinden sich in den Feldern rechts neben der Kreuztabelle.
| Pos. | Mannschaft        | TOL | ATS | GDL | NEC | AME | SAN | UNM | CAZ | MOR | UNL | PUE | PAC | UAG | MTY | CEL | LEO | TOR | ATE | Sp | S  | U  | N  | Tore  | Punkte |
| ---- | ----------------- | --- | --- | --- | --- | --- | --- | --- | --- | --- | --- | --- | --- | --- | --- | --- | --- | --- | --- | -- | -- | -- | -- | ----- | ------ |
| 01.  | Deportivo Toluca  |     | 2:1 | 1:0 | 3:1 | 2:4 | 2:3 | 2:0 | 3:2 | 2:1 | 2:1 | 5:0 | 3:3 | 1:0 | 2:2 | 5:2 | 3:0 | 6:1 | 2:0 | 34 | 22 | 06 | 06 | 84:57 | 72     |
| 02.  | Atlas Guadalajara | 3:2 |     | 0:0 | 1:1 | 1:1 | 2:2 | 0:0 | 2:3 | 2:1 | 0:4 | 1:0 | 3:1 | 2:0 | 1:0 | 3:0 | 2:0 | 6:1 | 3:1 | 34 | 18 | 10 | 06 | 72:45 | 64     |
| 03.  | CD Guadalajara    | 1:1 | 1:3 |     | 2:1 | 3:0 | 2:2 | 0:0 | 3:4 | 4:1 | 4:0 | 1:1 | 1:0 | 4:0 | 2:1 | 0:5 | 1:0 | 2:1 | 0:1 | 34 | 15 | 10 | 09 | 45:36 | 57     |
| 04.  | Club Necaxa       | 2:1 | 3:2 | 0:0 |     | 2:0 | 3:1 | 3:3 | 2:1 | 0:2 | 1:1 | 2:2 | 4:1 | 4:2 | 3:0 | 1:1 | 1:1 | 2:1 | 4:0 | 34 | 15 | 10 | 09 | 59:43 | 55     |
| 05.  | Club América      | 1:2 | 4:1 | 2:0 | 0:1 |     | 6:1 | 1:2 | 1:3 | 1:1 | 2:2 | 1:0 | 0:0 | 4:0 | 1:1 | 6:0 | 4:2 | 2:0 | 1:1 | 34 | 14 | 09 | 11 | 66:49 | 51     |
| 06.  | Santos Laguna     | 4:2 | 1:3 | 2:0 | 2:2 | 0:1 |     | 1:0 | 3:1 | 3:4 | 5:0 | 1:4 | 2:3 | 2:0 | 3:2 | 1:0 | 3:0 | 2:2 | 1:1 | 34 | 13 | 12 | 09 | 58:57 | 51     |
| 07.  | UNAM Pumas        | 3:6 | 0:1 | 0:0 | 3:0 | 4:1 | 6:0 |     | 1:3 | 2:0 | 0:2 | 1:3 | 1:0 | 2:1 | 1:4 | 2:0 | 0:1 | 3:1 | 3:2 | 34 | 14 | 07 | 13 | 57:54 | 49     |
| 08.  | CD Cruz Azul      | 2:2 | 1:1 | 0:0 | 0:3 | 2:3 | 1:1 | 0:0 |     | 1:1 | 2:0 | 3:1 | 1:2 | 5:1 | 4:0 | 1:1 | 6:3 | 2:0 | 2:2 | 34 | 13 | 09 | 12 | 63:49 | 48     |
| 09.  | Monarcas Morelia  | 0:1 | 2:2 | 0:2 | 0:0 | 2:0 | 0:0 | 6:2 | 0:3 |     | 1:1 | 2:2 | 1:1 | 1:1 | 5:0 | 2:0 | 0:0 | 2:1 | 3:1 | 34 | 11 | 13 | 10 | 54:47 | 46     |
| 10.  | UANL Tigres       | 1:2 | 2:3 | 0:1 | 1:1 | 2:2 | 0:0 | 3:1 | 3:2 | 3:3 |     | 0:1 | 6:2 | 5:1 | 2:0 | 0:0 | 3:1 | 3:3 | 1:1 | 34 | 10 | 14 | 10 | 52:45 | 44     |
| 11.  | Puebla FC         | 0:0 | 5:2 | 1:2 | 2:1 | 2:2 | 3:1 | 1:3 | 0:1 | 0:0 | 1:1 |     | 0:0 | 0:1 | 4:2 | 1:0 | 2:1 | 3:1 | 4:0 | 34 | 11 | 11 | 12 | 49:47 | 44     |
| 12.  | CF Pachuca        | 2:4 | 2:2 | 2:0 | 0:4 | 2:1 | 1:1 | 2:2 | 3:2 | 4:2 | 1:0 | 2:0 |     | 1:2 | 2:1 | 2:0 | 1:0 | 0:1 | 3:0 | 34 | 12 | 07 | 15 | 46:53 | 43     |
| 13.  | U.A.G. Tecos      | 1:2 | 0:1 | 3:1 | 4:1 | 3:2 | 1:3 | 5:4 | 1:1 | 1:3 | 2:0 | 1:1 | 1:0 |     | 0:1 | 1:2 | 2:0 | 3:2 | 3:1 | 34 | 13 | 03 | 18 | 48:68 | 42     |
| 14.  | CF Monterrey      | 6:2 | 0:4 | 1:1 | 1:0 | 2:4 | 0:0 | 3:2 | 1:0 | 1:2 | 0:0 | 4:2 | 2:1 | 2:0 |     | 2:2 | 3:0 | 0:3 | 4:2 | 34 | 11 | 08 | 15 | 49:66 | 41     |
| 15.  | Atlético Celaya   | 2:3 | 2:2 | 1:1 | 2:1 | 3:1 | 0:1 | 0:2 | 1:0 | 1:1 | 0:0 | 2:1 | 1:0 | 3:2 | 4:0 |     | 0:0 | 1:3 | 1:1 | 34 | 09 | 11 | 14 | 42:55 | 38     |
| 16.  | Club León         | 2:5 | 0:4 | 1:2 | 2:0 | 2:2 | 2:2 | 1:1 | 1:0 | 2:1 | 0:0 | 2:2 | 2:1 | 6:2 | 4:0 | 4:1 |     | 1:2 | 2:2 | 34 | 08 | 09 | 17 | 45:62 | 33     |
| 17.  | Toros Neza        | 0:1 | 0:5 | 1:3 | 1:3 | 0:5 | 2:2 | 1:2 | 1:0 | 1:3 | 0:4 | 1:0 | 1:0 | 1:2 | 2:2 | 4:3 | 2:1 |     | 1:1 | 34 | 09 | 05 | 20 | 44:78 | 32     |
| 18.  | CF Atlante        | 2:2 | 3:3 | 0:1 | 0:2 | 0:1 | 1:2 | 0:1 | 2:4 | 2:1 | 0:1 | 0:0 | 2:1 | 0:1 | 1:1 | 1:1 | 2:1 | 3:2 |     | 34 | 05 | 12 | 17 | 36:63 | 27     |

## Endrunde Invierno 1999

### Reclasificación (Qualifikation)
Zu einem Qualifikationsspiel kam es, weil der CF Pachuca als Dritter der Gruppe 4 mehr Punkte erzielt hatte als die Monarcas Morelia als Zweiter der Gruppe 2. Nach einem Gesamtergebnis von 4:4 aus Hin- und Rückspiel qualifizierte sich Pachuca aufgrund der in der Vorrunde mehr erzielten Punkte für das Viertelfinale.
|                  | Gesamt |            | Hinspiel | Rückspiel |
| ---------------- | ------ | ---------- | -------- | --------- |
| Monarcas Morelia | 4:4    | CF Pachuca | 4:2      | 0:2       |

### Viertelfinale
Im Viertelfinale kam es zu einem Derby zwischen zwei Vereinen aus Guadalajara (Atlas – Tecos) und zu einem Súper Clásico del Fútbol Mexicano zwischen América und Chivas.
|                | Gesamt |                   | Hinspiel | Rückspiel |
| -------------- | ------ | ----------------- | -------- | --------- |
| CD Cruz Azul   | 5:3    | Club Necaxa       | 1:0      | 4:3       |
| CF Pachuca     | 3:2    | Deportivo Toluca  | 1:0      | 2:2       |
| U.A.G. Tecos   | 4:5    | Atlas Guadalajara | 2:3      | 2:2       |
| CD Guadalajara | 0:1    | Club América      | 0:0      | 0:1       |

### Halbfinale
Höhepunkt des Halbfinals war der Clásico Joven, in dem Cruz Azul sich gegen den älteren Club América durchsetzen konnte.
|              | Gesamt |                   | Hinspiel | Rückspiel |
| ------------ | ------ | ----------------- | -------- | --------- |
| CF Pachuca   | 2:1    | Atlas Guadalajara | 2:0      | 0:1       |
| CD Cruz Azul | 2:1    | Club América      | 0:0      | 2:1       |

### Finale
Erstmals und zum bisher einzigen Mal standen sich in einem Finalspiel um die mexikanische Fußballmeisterschaft zwei Mannschaften gegenüber, die im mexikanischen Bundesstaat Hidalgo gegründet wurden. Während der CF Pachuca immer in dessen Hauptstadt Pachuca de Soto beheimatet war, verließ der 1927 von Arbeitern der Zementfabrik "La Cruz Azul S.A." in Jasso gegründete CD Cruz Azul 1971 seine Heimat und siedelte nach Mexiko-Stadt über.
|            | Gesamt |              | Hinspiel | Rückspiel |
| ---------- | ------ | ------------ | -------- | --------- |
| CF Pachuca | 3:2    | CD Cruz Azul | 2:2      | 1:0 n.GG  |

## Endrunde Verano 2000

### Viertelfinale
Höhepunkt des Viertelfinals war der Clásico Tapatío, in dem sich Chivas bei Gleichstand (2:2) ebenso nur aufgrund der mehr erzielten Punkte in der Punktspielrunde des Sommerturniers (27 gegenüber 26 von Atlas) durchsetzen konnte wie Santos Laguna (31 gegenüber 24 von Monarcas Morelia bei einem Gesamtergebnis von 3:3).
Während das Weiterkommen in den beiden vorgenannten Begegnungen durchaus vom Glück begünstigt war, ließ die punktbeste Mannschaft des Deportivo Toluca FC – sowohl in Bezug auf die gesamte Saison als auch auf das Sommerturnier, das sie mit 40 Punkten abgeschlossen hatte – keinen Zweifel daran, sich verdient gegen den Puebla FC durchgesetzt zu haben: von den 9 Toren der Diablos Rojos steuerte allein der Uruguayer Carlos María Morales 6 Treffer bei: beide Tore zum 2:0-Hinspielsieg und weitere 4 Tore im Rückspiel.
|                  | Gesamt |                   | Hinspiel | Rückspiel |
| ---------------- | ------ | ----------------- | -------- | --------- |
| CD Guadalajara   | 2:2    | Atlas Guadalajara | 1:1      | 1:1       |
| Puebla FC        | 0:9    | Deportivo Toluca  | 0:2      | 0:7       |
| Monarcas Morelia | 3:3    | Santos Laguna     | 2:3      | 1:0       |
| Club Necaxa      | 4:6    | UNAM Pumas        | 3:4      | 1:2       |

### Halbfinale
|                | Gesamt |                  | Hinspiel | Rückspiel |
| -------------- | ------ | ---------------- | -------- | --------- |
| CD Guadalajara | 3:6    | Deportivo Toluca | 1:4      | 2:2       |
| UNAM Pumas     | 1:2    | Santos Laguna    | 1:1      | 0:1       |

### Finale
Mit der Gesamtbilanz von 22:4 Toren in den 6 Endrundenspielen stellte der Meister Deportivo Toluca einen neuen Rekord auf. Einen weiteren Rekord stellte das Gesamtergebnis von 7:1 in den beiden Finalspielen dar.
|               | Gesamt |                  | Hinspiel | Rückspiel |
| ------------- | ------ | ---------------- | -------- | --------- |
| Santos Laguna | 1:7    | Deportivo Toluca | 0:2      | 1:5       |

## Statistik
| Ereignis              | Begegnung                         | Ergebnis | Spieltag |
| --------------------- | --------------------------------- | -------- | -------- |
| Torreichstes Spiel    | Cruz Azul vs Club León            | 6:3      | 30       |
| Torreichstes Spiel    | UAG Tecos vs UNAM Pumas           | 5:4      | 21       |
| Torreichstes Spiel    | UNAM Pumas vs Deportivo Toluca    | 3:6      | 08       |
| Höchster Heimsieg     | Club América vs Atlético Celaya   | 6:0      | 03       |
| Höchster Heimsieg     | UNAM Pumas vs Santos Laguna       | 6:0      | 09       |
| Höchster Auswärtssieg | Toros Neza vs Atlas Guadalajara   | 0:5      | 03       |
| Höchster Auswärtssieg | CD Guadalajara vs Atlético Celaya | 0:5      | 08       |
| Höchster Auswärtssieg | Toros Neza vs Club América        | 0:5      | 18       |

## Torjägerliste

### Invierno 1999
| Pos. | Spieler           | Verein       | Tore |
| ---- | ----------------- | ------------ | ---- |
| 1.   | Jesús Olalde      | UNAM Pumas   | 15   |
| 2.   | Sebastián Abreu   | UAG Tecos    | 13   |
| 3.   | Cuauhtémoc Blanco | Club América | 11   |
| 3.   | Agustín Delgado   | Club Necaxa  | 11   |
| 3.   | Pedro Pineda      | CF Monterrey | 11   |

### Verano 2000
| Pos. | Spieler            | Verein       | Tore |
| ---- | ------------------ | ------------ | ---- |
| 1.   | Sebastián Abreu    | UAG Tecos    | 14   |
| 1.   | Everaldo Begines   | Club León    | 14   |
| 1.   | Agustín Delgado    | Club Necaxa  | 14   |
| 4.   | Luis Hernández     | UANL Tigres  | 13   |
| 5.   | Francisco Palencia | CD Cruz Azul | 12   |